# Ju Hui
Ju Hui (født 4. november 1989) er en kvindelig sydkoreansk håndboldspiller som spiller for Busan Bisco og Sydkoreas kvindehåndboldlandshold.
Hun repræsenterede Sydkorea, under VM i kvindehåndbold 2017 i Tyskland. Hun deltog ligeledes under Sommer-OL 2012 i Rio de Janeiro og Sommer-OL 2020 i Tokyo.
Hun var også med til at vinde guld ved Asienmesterskabet i 2018 i Japan, efter finalesejr over Japan, med cifrene 30-25.